# Elimination Chamber 2013
Elimination Chamber 2013 was een pay-per-viewevenement in het professioneel worstelen dat geproduceerd werd door de WWE. Dit evenement was de 4e editie van Elimination Chamber en vond plaats in de New Orleans Arena in New Orleans op 17 februari 2013.

## Achtergrond
Op Royal Rumble 2013 won The Rock de titelwedstrijd van kampioen CM Punk om het WWE Championship te veroveren. Een dag later, in een aflevering van Raw op 28 januari 2013, eiste CM Punk een herkansingswedstrijd op Elimination Chamber tegen kampioen The Rock voor het WWE Championship. The  Rock accepteerde de uitdaging.

## Wedstrijden
| Nr.                                                                          | Match | Winnaar(s)                              |
| ---------------------------------------------------------------------------- | --- | --------------------------------------- |
| PS                                                                           | Brodus Clay & Tensai vs. Team Rhodes Scholars (Cody Rhodes & Damien Sandow) in een tag team match                                                                          | Brodus Clay & Tensai                    |
| 1                                                                            | Alberto Del Rio (c) vs. Big Show in een een-op-eenmatch voor het World Heavyweight Championship                                                                            | Alberto Del Rio (c)                     |
| 2                                                                            | Antonio Cesaro (c) vs. The Miz in een een-op-eenmatch voor het WWE United States Championship                                                                              | Antonio Cesaro (c); via diskwalificatie |
| 3                                                                            | Randy Orton vs. Daniel Bryan vs. Chris Jericho vs. Mark Henry vs. Jack Swagger vs. Kane in een Elimination Chamber match voor een World Heavyweight Championship-wedstrijd | Jack Swagger                            |
| 4                                                                            | The Shield (Seth Rollins, Dean Ambrose & Roman Reigns) vs. John Cena, Ryback & Sheamus in een Six-man tag team match                                                       | The Shield                              |
| 5                                                                            | Kofi Kingston vs. Dolph Ziggler (met AJ Lee & Big E Langston) in een een-op-eenmatch                                                                                       | Dolph Ziggler                           |
| 6                                                                            | Kaitlyn (c) vs. Tamina Snuka in een een-op-eenmatch voor het WWE Divas Championship                                                                                        | Kailtyn (c)                             |
| 7                                                                            | The Rock (c) vs. CM Punk (met Paul Heyman) in een een-op-eenmatch voor het WWE Championship                                                                                | The Rock (c)                            |
| (c) huidige kampioen voor en na de match \| (nc) nieuwe kampioen na de match | |                                         |

### Elimination Chamber match
| Geëlimineerd | Worstelaar    | Entree | Geëlimineerd door | Tijd  |
| ------------ | ------------- | ------ | ----------------- | ----- |
| 1            | Daniel Bryan  | 2      | Mark Henry        | 16:35 |
| 2            | Kane          | 4      | Mark Henry        | 18:22 |
| 3            | Mark Henry    | 6      | Randy Orton       | 23:18 |
| 4            | Chris Jericho | 1      | Randy Orton       | 31:11 |
| 5            | Randy Orton   | 5      | Jack Swagger      | 31:18 |